# لا رودوت
لا رودوت ( بالفرنسية : La Redoute) هو متجر تجزئة فرنسي متعدد القنوات أسسه جوزيف بوليت عام 1837.
تتخصص لا رودوت في الملابس الجاهزة والديكور المنزلي، وتعتبر لا رودوت ثاني أكبر بائع للملابس النسائية وثالث أكبر بائع للبياضات في فرنسا. يعتبر موقعها للتجارة الإلكترونية www.laredoute.com هو الموقع الفرنسي الأعلى مرتبة للملابس والديكور المنزلي، مع أكثر من 7 ملايين زائر فريد كل شهر. تعمل الشركة في 26 دولة ولديها أكثر من 10   مليون عميل نشط.
تم بيع لا رودوت في يونيو 2014.